# Ceryx resecta
Ceryx resecta là một loài bướm đêm thuộc phân họ Arctiinae, họ Erebidae.